# Catedral de papelão
A Catedral de Papelão, formalmente chamada de Catedral Transicional, em Christchurch, Nova Zelândia, é a pró-catedral de transição da Diocese Anglicana de Christchurch, substituindo a Catedral de ChristChurch, que foi significativamente danificada no terremoto de Christchurch em 2011. A Catedral de Papelão foi projetada pelo arquiteto japonês Shigeru Ban e foi inaugurada em agosto de 2013, é a única catedral de papelão do mundo. Está localizada no local da Igreja de São João Batista na esquina das ruas Hereford e Madras na Latimer Square, a vários quarteirões da localização permanente da Catedral de ChristChurch.

## Localização
O edifício fica localizado no local de uma das primeiras igrejas anglicanas em Christchurch em 1850, em frente à Praça Latimer.  Era originalmente o local da Igreja de São João Batista, a primeira igreja permanente construída  pelos anglicanos em Christchurch, que foi demolida após o terremoto de Christchurch em 2011.  A paróquia de São João deu o terreno e, em troca, pode usar o edifício e mantê-lo assim que a catedral de Christchurch for reconstruída.

## História
Após os terremotos, Shigeru Ban foi convidado a Christchurch pelo Rev. Craig Dixon, gerente de marketing e desenvolvimento da catedral, para discutir uma catedral temporária que também poderia receber eventos cívicos. O conceito foi desenvolvido durante essa visita. Ban, que se caracteriza como um "arquiteto de catástrofes", projetou o prédio pro bono ; Ban colaborou com a empresa de arquitetura de Christchurch, Warren and Mahoney.
Inicialmente, esperava-se que a catedral fosse aberta em fevereiro de 2012 para o primeiro aniversário do terremoto. Em uma moldura em estilo, com 24 metros de comprimento, incorporaria 86 tubos de papelão de 500 kg (1.100 lb) cada um sobre recipientes de 6 metros de comprimento. No entanto, somente em abril de 2012 o local foi abençoado e a construção começou em 24 de julho de 2012. Uma vez tomada a decisão de que o edifício permaneceria para a paróquia de São João, ele foi construído como uma estrutura permanente.
Ao mesmo tempo em que aconteceu a consagração do local, houve controvérsia sobre a diocese anglicana ter solicitado ao Conselho da Cidade de Christchurch um subsídio anual de manutenção de NZ $ 240.000. Esse subsídio de manutenção havia sido concedido por muitos anos à Catedral de ChristChurch, mas com a diocese decidida a demoli-lo, havia uma ampla oposição a um subsídio em andamento, e os vereadores recusaram o pedido.
O Great Christchurch Building Trust (GCBT), co-presidido pelos ex-parlamentares Jim Anderton e Philip Burdon, levou a Igreja Anglicana ao Supremo Tribunal, para determinar se a decisão de demolir a Catedral de ChristChurch violou uma lei do Parlamento que protege os edifícios da igreja, e se um pagamento de seguro para a Catedral de ChristChurch pode ser usado para a catedral de transição. Em novembro de 2012, a igreja começou a angariação de fundos para pagar o projeto de US $ 5 milhões após o juiz, indicando que pode não ser legal construir uma catedral temporária usando o pagamento do seguro , que o juiz confirmou como ilegal em Abril de 2013.
O papelão exposto que havia sido molhado antes de o prédio ser totalmente fechado foi removido e substituído. Embora a construção estivesse prevista para o Natal de 2012, ela foi adiada várias vezes. Em fevereiro de 2013, o orçamento de NZ $ 5,3 milhões aumentou para NZ $ 5,9 milhões devido a aumentos de custos.
Após os inúmeros atrasos, a hierarquia da igreja tornou-se secreta sobre a data de abertura e a The Press informou em 2 de agosto de 2013 que a data ainda era desconhecida, apenas para uma cerimônia de abertura a ser realizada mais tarde naquele dia para um pequeno número de convidados. O contratado entregou uma chave simbólica feita de papelão ao bispo.
O edifício foi aberto ao público em 6 de agosto de 2013 com um serviço de dedicação em 15 de agosto. Foi o primeiro edifício significativo aberto como parte da reconstrução de Christchurch.

## Arquitetura
O edifício ergue-se 21 metros (69 pés) acima do altar. Os materiais utilizados incluem tubos de papelão com 60 cm de diâmetro, madeira e aço. O teto é de policarbonato, com oito contêineres formando as paredes. A fundação é laje de concreto. O arquiteto queria que os tubos de papelão fossem os elementos estruturais, mas os fabricantes locais não podiam produzir tubos com espessura suficiente e a importação do papelão foi rejeitada. Os 96 tubos, reforçados com vigas de madeira laminadas, são "revestidos com poliuretano à prova d'água e retardantes de chamas", com espaços de duas polegadas entre eles, para que a luz possa filtrar seu interior. Em vez de uma rosácea de substituição, o edifício possui peças triangulares de vitral. O edifício acomoda cerca de 700 pessoas.
O Mágico da Nova Zelândia, um dos críticos mais fortes da diocese por querer demolir a Catedral de ChristChurch e que falava diariamente na Cathedral Square, chamava o design de " kitsch ".
A Lonely Planet nomeou Christchurch uma das "10 principais cidades para viajar em 2013" em outubro de 2012, e a catedral foi citada como uma das razões que fazem da cidade um lugar emocionante.

## Decanos
- 2013–2014: Lynda Patterson[17][18]
- 2015–atualmente: Lawrence Kimberley[19]

## Galeria

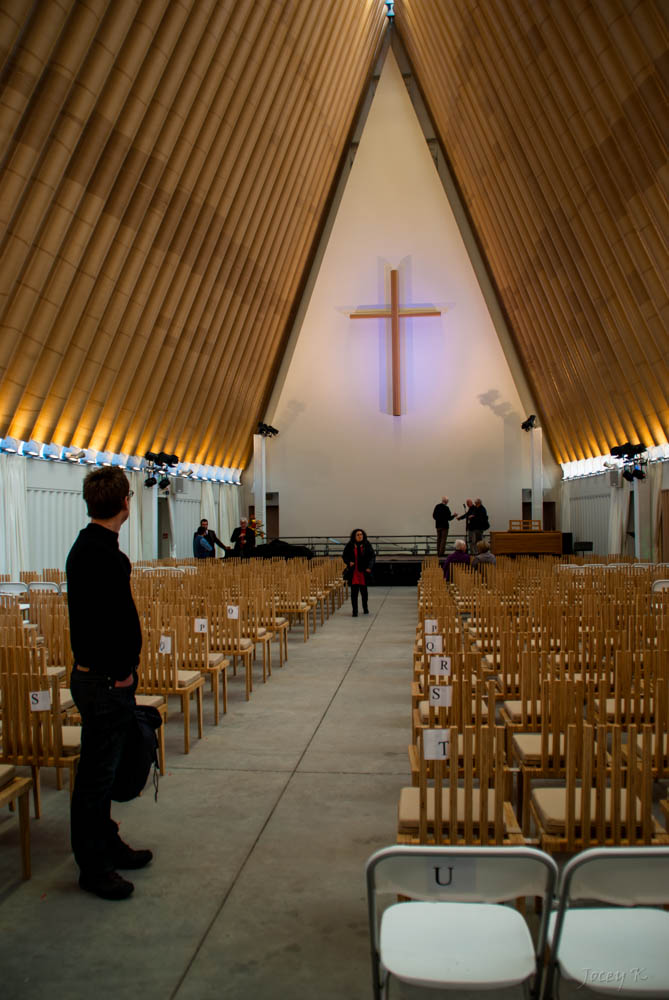
Interior da Catedral.
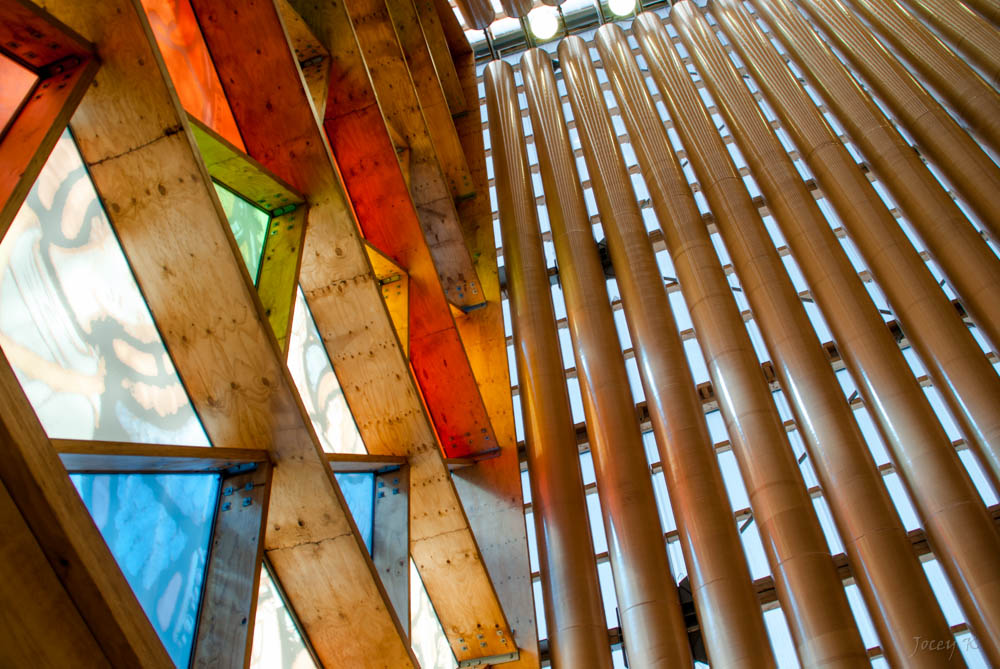
Detalhes da construção; papelão, madeira e vidro.
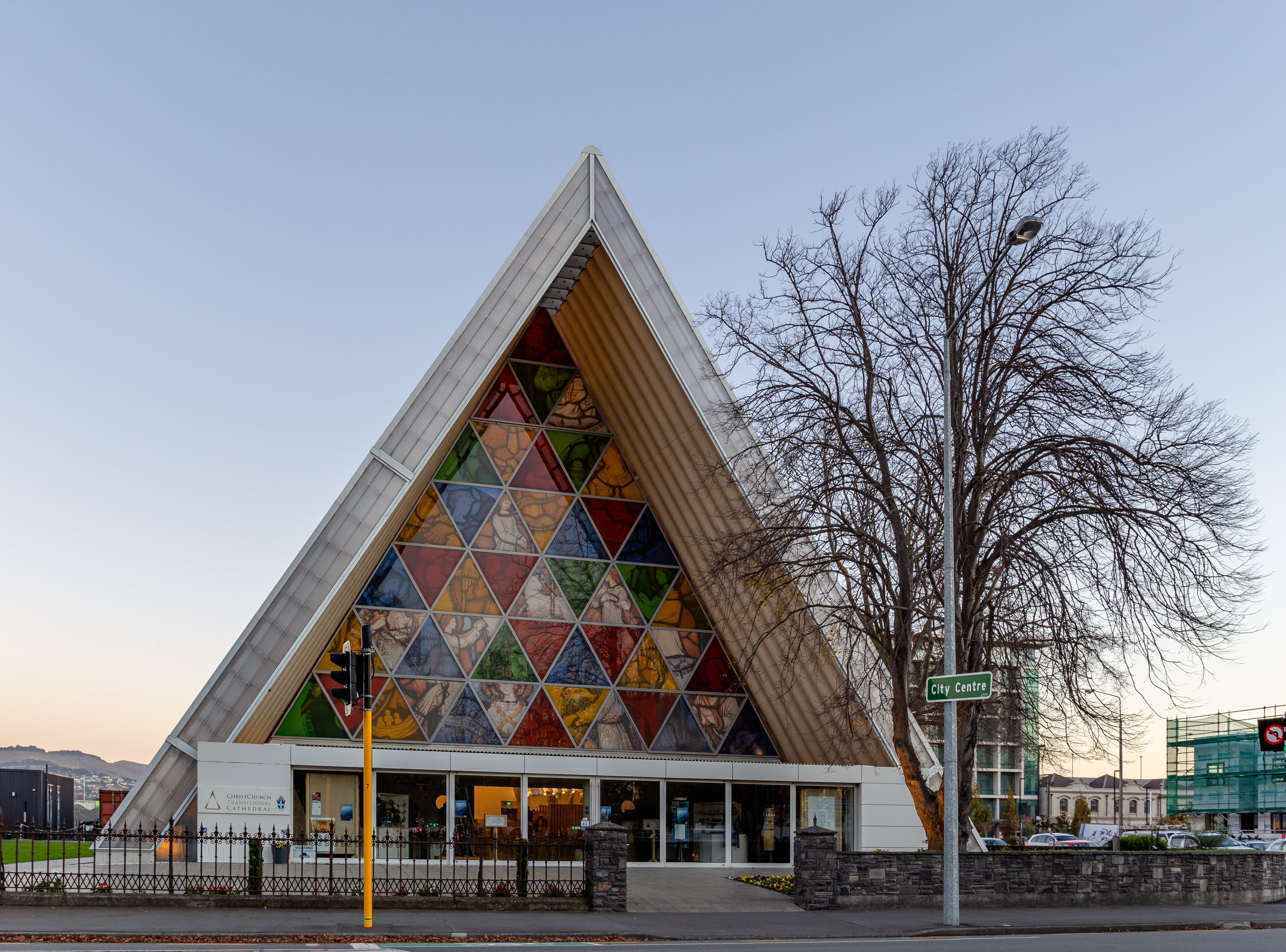
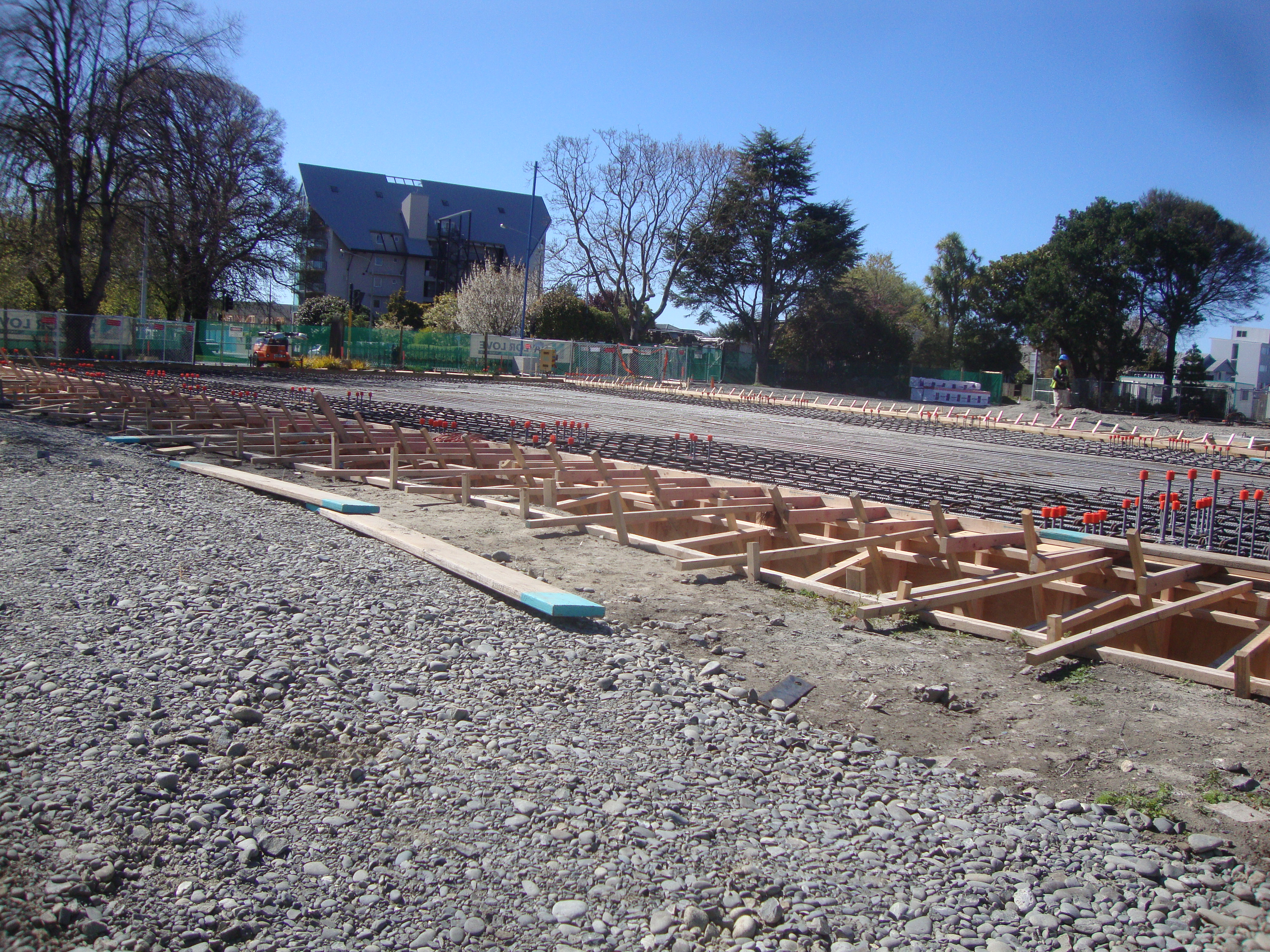
Fundação da Construção.
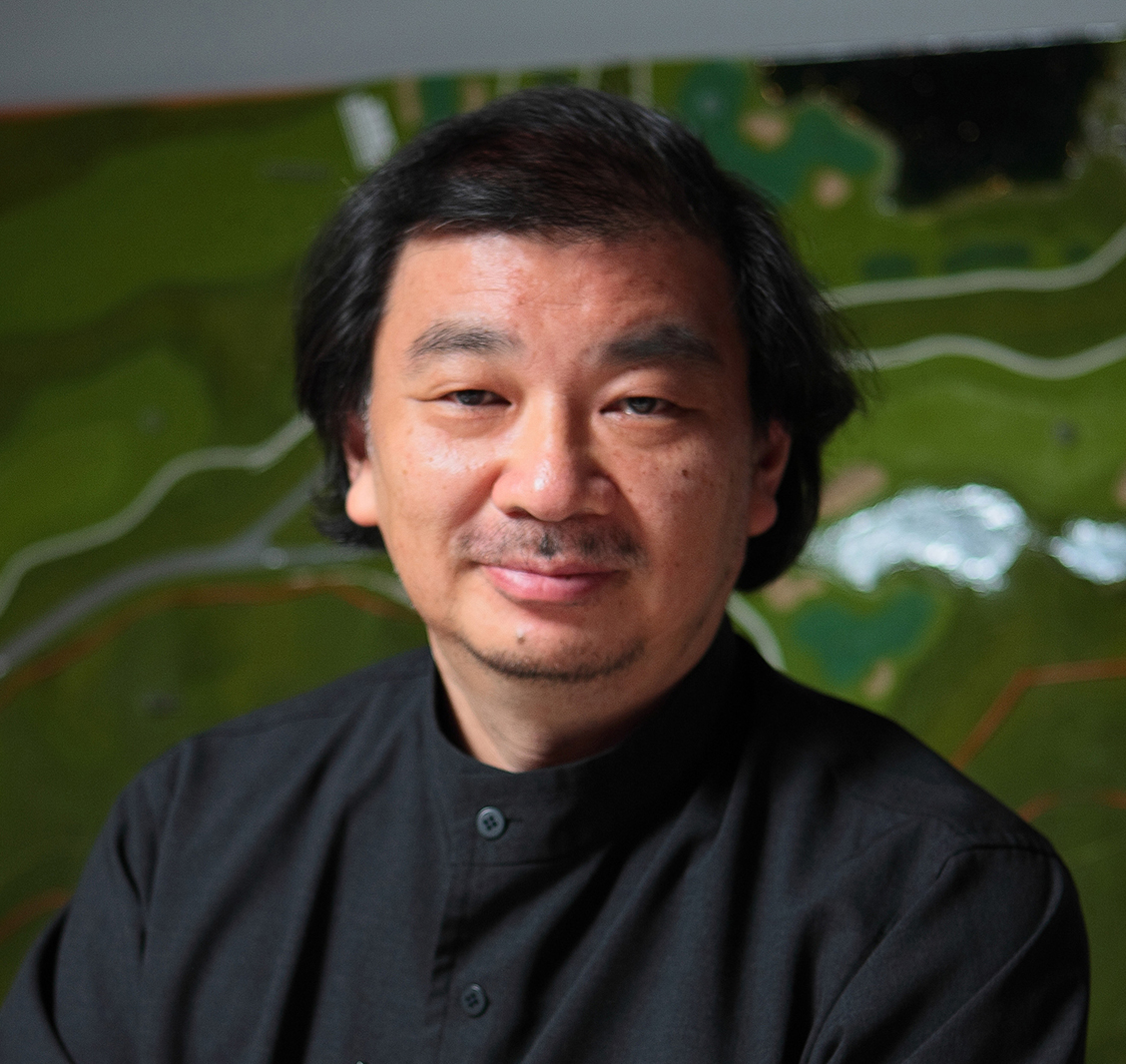
Shigeru Ban, arquiteto da igreja.